# Nguyễn Văn Lai
Nguyễn Văn Lai (* 10. Juni 1986) ist ein vietnamesischer Leichtathlet, der sowohl im Hindernislauf als auch im Mittel- und Langstreckenlauf an den Start geht.

## Sportliche Laufbahn
Erste internationale Erfahrungen sammelte Nguyễn Văn Lai bei den Südostasienspielen 2009 in Vientiane, bei denen er im Hindernislauf in 9:38,80 min die Bronzemedaille hinter dem Philippiner Rene Herrera und Patikarn Pechsricha aus Thailand gewann und seinen Lauf über 1500 Meter vorzeitig beenden musste. 2011 nahm er im 5000-Meter-Lauf an den Asienmeisterschaften in Kobe teil und belegte dort Rang 13. Anschließend gewann er bei den Südostasienspielen in Palembang in 14:41,30 min die Bronzemedaille über 5000 hinter den Indonesiern Agus Prayogo und Jauhari Johan und gewann auch über 10.000 Meter in 31:22,20 min Bronze, während er im Hindernislauf in 9:09,66 min Vierter wurde. 2013 siegte er bei den Südostasienspielen in Naypyidaw mit neuen Landesrekorden von 14:19,35 min über 5000 Meter sowie mit 29:44,82 min auch über 10.000 Meter. 2014 nahm er erstmals an den Asienspielen im südkoreanischen Incheon teil und wurde dort in 14:08,68 min Elfter über 5000 Meter. Im Jahr darauf siegte er über diese Distanz in neuem Spielerekord von 14:04,82 min bei den Südostasienspielen in Singapur und wurde über 10.000 Meter in 32:25,43 min Sechster. 
2017 siegte er bei den Südostasienspielen in Kuala Lumpur in 14:55,15 min über 5000 Meter und gewann über 10.000 Meter in 30:45,64 min die Silbermedaille hinter dem Indonesier Prayogo. Anschließend erreichte er bei den Asian Indoor & Martial Arts Games in Aşgabat in 8:24,69 min den sechsten Platz im 3000-Meter-Lauf. 2018 erfolgte die erneute Teilnahme an den Asienspielen in Jakarta, bei denen er in 14:56,09 min Platz sieben belegte. Im Jahr darauf wurde er bei den Asienmeisterschaften in Doha in 14:26,81 min Achter und bei den Militärweltspielen in Wuhan erreichte er in 14:38,78 min Rang 14. Anschließend gewann er bei den Südostasienspielen in Capas in 14:32,42 min die Silbermedaille hinter dem Thailänder Kieran Tuntivate und über 10.000 Meter sicherte er sich in 30:29,74 min die Bronzemedaille hinter Tuntivate und dem Indonesier Prayogo. 2022 siegte er in 1:11:47 h beim Tiền Phong-Halbmarathon und siegte dann im Mai mit 16:34,10 min über 5000 Meter bei den Südostasienspielen in Hanoi und sicherte sich in 32:17,34 min auch die Goldmedaille über 10.000 Meter.
2010 wurde Nguyễn Vietnamesischer Meister über 5000 und 10.000 Meter sowie im Hindernislauf. 2013, 2020 und 2021 gewann er erneut die Meistertitel über 5000 und 10.000 Meter. 2019 siegte er über 5000 Meter. Er absolvierte ein Coaching-Studium an der Bac Ninh Sports University.

## Persönliche Bestleistungen
- 1500 Meter: 3:52,95 min, 27. Juli 2018 in Ho-Chi-Minh-Stadt
  - 3000 Meter: 8:24,69 min, 19. September 2017 in Aşgabat (vietnamesischer Rekord)
- 5000 Meter: 14:04,82 min, 9. Juni 2015 in Singapur (vietnamesischer Rekord)
- 10.000 Meter: 29:44,82 min, 19. Dezember 2013 in Naypyidaw (vietnamesischer Rekord)
- 3000 m Hindernis: 9:09,66 min, 12. November 2011 in Palembang